# Amieniszki
Amieniszki (lit. Aminėniškė) − wieś na Litwie, zamieszkana przez 2 ludzi, w gminie rejonowej Ignalino, 8 km na północny zachód od Ignalina.